# Le Petit Oiseau blanc
Le Petit Oiseau blanc (titre original : The Little White Bird) est un roman de l'écrivain écossais J. M. Barrie paru en 1902. C'est dans ce livre qu'apparaît pour la première fois le personnage Peter Pan. Seuls quelques chapitres sont consacrés à ce personnage bien différent du Peter Pan qui apparaîtra dans la pièce éponyme, puis dans le roman Peter et Wendy. Ils furent par la suite extraits pour être édités séparément, dans un livre intitulé Peter Pan in Kensington Gardens (Peter Pan dans les Jardins de Kensington, en français), illustré par Arthur Rackham.